# Сиемреап-Ангкор (аэропорт)
Международный аэропорт «Сиемреап Ангкор» (ИАТА: SAI, ИКАО: VDSA)— крупнейший международный аэропорт в провинции Сиемреап, Камбоджа. Расположен в 50 километрах от Сиемреапа, в 40 километрах от Ангкор-Вата и 18 километрах от Дамдека. Аэропорт занимает площадь 700 гектаров и раслологает взлетно-посадочной полосой длиной 3600 метров. Аэропорт способен обслуживать около 66 тысяч рейсов и 7 миллионов пассажиров в год, план развития предусматривает увеличение показателей до 112 тысяч рейсов и 12 миллионов пассажиров в год к 2030 году. Аэропорт начал свою деятельность 16 октября 2023 года в 00:00 часов, все рейсы были переправлены из Аэропорта Сиемреапа, который закрылся в тот же день.

## История
Проект аэропорта был впервые представлен в 2010 году, когда старый аэропорт уже был загружен на 80 %, в 2016 году была выбрана компания, которая займется строительством нового аэропорта — это китайская компания Yunnan Investment Holdings Limited.
Строительство началось в 2018 году, но приостанавливалось из-за пандемии COVID-19.
Первый рейс в новый аэропорт прибыл из Бангкока, авиакомпании Bangkok Airways, 16 октября 2023 года.

## Характеристика и план развития
Стоимость аэропорта оценивается в 1,1 миллиарда долларов США, пассажирский терминал оборудован 15 теле-трапами, соединяющих здание аэровокзального комплекса с воздушными судами. Также аэропорт имеет вышку УВД, грузовой терминал, взлетно-посадочную полову длиной 3600 метров, параллельную рулежную дорожку.
На момент открытия аэропорта, он может принимать только узкофюзеляжные воздушные суда, такие как Airbus A320, Airbus A319, Airbus A321, а также самолёты нового поколения — Airbus A320neo и Boeing 737 (различных модификаций), а также меньшие самолёты: ATR-72 и ATR-42. По планам развития аэропорта, к 2030 году полоса будет обновлена и сможет принимать новые типы воздушных судов: Airbus A350, Airbus A330, Boeing 787, Boeing 747, Boeing 777, а также увеличится пропускная способность до 12 миллионов человек в год. К 2050 году планируется увеличить пропускную способность до 20 миллионов пассажиров в год.

## Авиакомпании и пункты назначения
| Авиакомпании               | Пункты назначения                            |
| -------------------------- | -------------------------------------------- |
| AirAsia                    | Куала-Лумпур                                 |
| Bangkok Airways            | Бангкок                                      |
| Cambodia Angkor Air        | Дананг, Ханой, Хошимин, Пномпень, Сиануквиль |
| China Eastern Airlines     | Куньмин, Шанхай (с 31 марта 2024 года)       |
| Lao Airlines               | Паксе                                        |
| Singapore Airlines         | Сингапур                                     |
| Sky Angkor Airlines        | Сеул (с 28 декабря 2023 года)                |
| Thai AirAsia               | Бангкок                                      |
| Thai Airways International | Бангкок                                      |
| Thai Smile                 | Бангкок                                      |
| VietJet Air                | Ханой                                        |
| Vietnam Airlines           | Ханой, Хошимин, Луангпхабанг                 |